# Ilex asperula
Ilex asperula är en järneksväxtart som beskrevs av Carl Friedrich Philipp von Martius och Reiss. Ilex asperula ingår i släktet järnekar, och familjen järneksväxter. Utöver nominatformen finns också underarten I. a. pyrenea.